# Брайтхорн (долина Лаутербруннен)
Брайтхо́рн (нем. Breithorn) — гора в Бернских Альпах, Швейцария, над долиной Лаутербруннена (Лаутербрунненталь, нем. Lauterbrunnental) в западной части Стены Лаутербруннена. Её высота — 3780 метров над уровнем моря, она расположена между вершинами Гросхорн (нем. Grosshorn) и Чингельхорн (нем. Tschingelhorn).
С северной стороны Брайтхорн возвышается над долиной Лаутербрунненталь 1200-метровой скально-ледовой стеной и представляет собой внушительное зрелище.

## Альпинизм
Первовосхождение на Брайтхорн было совершено 31 июля 1865 года, бернским пионером альпинизма Эдмуном фон Фелленбергом (нем. Edmund von Fellenberg) с четырьмя проводниками (Иоганн Бишоф (нем. Johann Bischoff), Петер Эггер (нем. Peter Egger), Петер Инэбнит (нем. Peter Inäbnit) и Петер Михель (нем. Peter Michel)) из Лаутербруннена (нем. Lauterbrunnen) и Гриндельвальда (нем. Grindelwald).